# Dialitzador
Un dialitzador és un aparell de laboratori dissenyat per a efectuar una diàlisi. Fonamentalment consisteix en un recipient partit en dos per una membrana semipermeable i ple de la solució a dialitzar, a una banda, i del solvent pur, a l'altra. A vegades la membrana adopta la forma d'un saquet ple de la solució a dialitzar que hom introdueix dins el solvent pur. Es basen en el fenomen de la pressió osmòtica. Els ions de la solució a dialitzar i les molècules petites, que poden travessar els porus ultramicroscòpics de la membrana, passen al solvent pur, i les molècules grosses, com les proteïnes i els polisacàrids, no poden travessar la membrana i resten dins la bossa.